# ماركو جون
ماركو جون (بالألمانية: Marco John)‏ هو لاعب كرة قدم ألماني، ولد في 2 أبريل 2002 في باد فرديريش شال في ألمانيا.

## وصلات خارجية
- ماركو جون على موقع الاتحاد الأوربي (الإنجليزية)
- ماركو جون على موقع قاعدة بيانات كرة القدم.إي يو (الإنجليزية)
- ماركو جون على موقع بيانات كرة القدم. دي إي (الألمانية)
- ماركو جون على موقع Soccerbase.com (لاعب) (الإنجليزية)
- ماركو جون على موقع Soccerway.com (الإنجليزية)
- ماركو جون على موقع عالم كرة القدم.نت (الإنجليزية)